# Sanne van Gool
Sanne van Gool (Zeewolde, 20 november 1992) is een Nederlands honkballer.
Van Gool begon op zevenjarige leeftijd met honkbal bij de vereniging The Harriers in Zeewolde. Momenteel speelt ze honkbal bij de vereniging Almere'90 in Almere. Zij werd geselecteerd voor het Nederlands honkbalteam dat in 2010 uitkwam tijdens de wereldkampioenschappen die gehouden werden in Venezuela van 12 tot 22 augustus. 